# Вулкански заек
Вулканският заек (Romerolagus diazi), също вулканов или безопашат заек, е вид дребен бозайник от семейство Зайцови (Leporidae), единствен представител на род Romerolagus.
Те са застрашен вид, разпространен в ограничена област в планините в централната част на Мексико. Вторият най-дребен вид зайци след айдахския заек (Brachylagus idahoensis), те достигат маса от 390 до 600 грама. Живеят на групи от по 2 до 5 индивида в подземни тунели, достигащи дължина 5 метра. Хранят се главно с трева.